# Димерський заказник

«Димерський» — гідрологічний заказник місцевого значення. Заказник розташований на території Вишгородського району Київської області, займає площу 850 га. 
Заказник загальною площею 850 га розташований в межах Ясногородської сільської ради Вишгородського району на території Дніпровського лісництва ДП «Димерське лісове господарство» – квартали 1, 2, 3, 4, 8, 9 (всі виділи), Ясногородського лісництва – квартали 2, 3, 4, 5, 8, 9, 12, 13 (всі виділи), квартал 18, виділи 1, 2, 3, 4, 5, 6, 7, 8, 9, 10, 11, 12. 
Створений рішенням Київського облвиконкому № 441 від 18 грудня 1984 р.
Типовий болотний ландшафт з вільховими та змішаними насадженнями вільхи, берези, осоки, сосни, дуба.